# Internationale Vereniging Trappist

De International Trappist Association is een samenwerkingsverband van trappistenabdijen en -kloosters. Lid van de vereniging zijn negentien abdijen en kloosters in België, Engeland, Frankrijk, Nederland en Oostenrijk, Italië en Tsjechië. 
De vereniging verleent het collectief merk en kwaliteitscertificaat "Authentic Trappist Product" aan bepaalde producten. Volgende criteria zijn bepalend:
1. Het product moet binnen de muren of in de nabijheid van de abdij worden geproduceerd.
2. Het product moet door of onder toezicht van de kloostergemeenschap worden geproduceerd en de exploitatie moet ondergeschikt zijn aan het klooster.
3. De opbrengsten moeten worden gebruikt voor het levensonderhoud van de monniken en voor het onderhoud van het klooster. Wat overblijft moet aan sociale werken worden besteed.

De volgende producten dragen het label "Authentic Trappist Product" :
- Trappistenbieren en trappistenkaas van de Abdij Notre-Dame de Scourmont in Chimay (B)
- Trappistenbieren, trappistenkaas, brood, koekjes, chocolade en jam van de Abdij Koningshoeven in Berkel-Enschot (NL)
- Trappistenbieren en trappistenkaas van Abdij van Orval in Villers-devant-Orval (B)
- Trappistenbieren van de Abdij Notre-Dame de Saint-Rémy in Rochefort (B)
- Trappistenbieren en trappistenkaas van de Abdij van Onze-Lieve-Vrouw van het Heilig Hart in Westmalle (B)
- Trappistenbieren van de Sint-Sixtusabdij in Westvleteren (B)
- Trappistenkaas van de Abdij op de Katsberg in Godewaersvelde (FR)
- Trappistenbieren en trappistenlikeuren van Stift Engelszell in Engelhartszell an der Donau (AT)
- Trappistenbieren van de Abdij Maria Toevlucht in Zundert (NL)
- Trappistenbieren van de Abbazia Tre Fontane in Rome (IT)
- Trappistenbier van de abdij Mount Saint Bernard (GB)
- Chocolade van de abdij Nasi Pani in Tsjechië